# Francis Balace
 (mai 2024).
Francis Balace, né à Liège le 22 juillet 1944, est un historien belge, professeur ordinaire honoraire à l'université de Liège. Il est un spécialiste de l'époque contemporaine et des affaires royales.

## Biographie
Né à Liège le 22 juillet 1944, Francis Balace fait ses études secondaires à l'Athénée royal de Liège. Après sa licence en histoire (1966), il est boursier Fullbright à l'université George Washington (Washington DC) entre 1966 et 1967. En 1968, il devient chercheur au Centre Interuniversitaire d'Histoire Contemporaine puis, l'année suivante, assistant à l'Université de Liège, où il soutient sa thèse de doctorat en Philosophie et Lettres (Histoire) en 1975.
Francis Balace a été titulaire, à l'Université de Liège, des cours d'histoire contemporaine, d'histoire des États-Unis, d'histoire diplomatique de la Belgique, d'histoire des pays d'outre-mer, d'histoire de l'Allemagne, d'histoire de l'Angleterre et d'un séminaire de questions approfondies d'histoire du XXe siècle. Il a par ailleurs été directeur du CEGES, le Centre d'études guerre et société (à Bruxelles) et est toujours secrétaire du CEREA (Centre d'Enseignement et de Recherche en Études Américaines) de l'Université de Liège.
Auteur de quatre livres et de plus de cent-vingt articles, Francis Balace est considéré comme un spécialiste dans plusieurs domaines, parmi lesquels les sujets monarchiques, la guerre de Sécession (sa thèse de doctorat portait d'ailleurs sur les relations entre la Belgique et les États-Unis durant cette période) et l'histoire des États-Unis. Il continue toujours à publier sur des sujets divers et a été directeur de la collection Jours de Guerre, une série d'ouvrages sur la Seconde Guerre mondiale, qui ont connu également une version télévisée.
Il anime, par ailleurs, des conférences auprès des écoles secondaires concernant l'univers concentrationnaire.
Ses interventions sont nombreuses à la radio et à la télévision belges où il est généralement consulté à propos de la monarchie.
Francis Balace est l'époux, en troisièmes noces, de l'historienne Catherine Lanneau, spécialiste belge de la France contemporaine, professeur dans le département d'histoire européenne de l'ULiège.

## Distinctions
- Prix Ernest Discailles de l'Académie Royale de Belgique, Classe des Lettres[3].
- Commandeur de l'Ordre de Léopold[4].

## Ouvrages
- En marge de la Guerre de Sécession... Recrutements en Belgique pour les troupes fédérales - 1864-1865, Musée Royal de l'Armée et de l'Histoire Militaire, Bruxelles, 1969
- La Guerre de Sécession et la Belgique. Documents d'archives américaines - 1861-1865, Nauwelaerts / B. Nauwelaerts, Leuven / Paris, 1969
- Recrutements en Belgique pour les troupes fédérales - 1864-1865 - En marge de la Guerre de sécession, Center for American studies, Bruxelles, 1970
- Fastes militaires du Pays de Liège. Exposition. Musée de l'Art wallon, Liège, 24 octobre-29 novembre 1970, G. Thone, Liège, 1970 (avec Albert Duchesne, Claude Gaier & Étienne Hélin)
- L'Armurerie liégeoise et la Guerre de Sécession, 1861-1865, Éd. de la Commission communale de l'histoire de l'ancien pays de Liège, Liège, 1978
- La Belgique et la guerre de Sécession : 1861-1865, étude diplomatique (2 vol.), Les Belles Lettres, Paris, 1979
- Les dix-huit jours (dir.), Crédit communal de Belgique, Bruxelles, 1990  (ISBN 2-87193-098-8)
- L'Europe et la guerre de sécession, Confederate Historical Association of Belgium, Bruxelles, 1992 (avec Serge Noirsain)
- De l'avant à l'après-guerre : l'Extrême droite en Belgique francophone (et al.), De Boeck université, Bruxelles, 1994  (ISBN 2-8041-1878-9)
- Jours barbelés (dir.), Crédit communal de Belgique, Bruxelles, 1999  (ISBN 2-87193-262-X)
- Jean Rey, liégeois, européen, homme politique : actes de la commémoration Jean Rey 1902-2002, le 20 décembre 2002  (et al.), Éditions de l'Université de Liège, Liège, 2004  (ISBN 2-930322-77-2)
- « Rex aux éditions communales de 1938 » in Les élections communales et leur impact sur la politique belge (1890-1970), actes du 16e colloque international, Spa, 2-4 septembre 1992, Bruxelles, Crédit communal 1994.
- « D'une dynastie à l'autre : les Pirenne et la monarchie belge » in Henri Pirenne : de la cité de Liège à la ville de Gand, actes du colloque organisé à l'université de Liège le 13 décembre 1985, sous la dir. de J-L KUPPER et F.BIERLAIRE, Liège-ULg 1987.
- « Jean-Baptiste Nothomb et l'insurrection polonaise de 1863 » in Jean-baptiste Nothomb et les débuts de la Belgique indépendante : actes du colloque international de Habay-la-Neuve, 5 juillet 1980, publié par R.PETIT, Bruxelles, AGR, 1982.